# Kulstötning för damer i friidrott vid olympiska sommarspelen 1980
Kulstötning för damer vid olympiska sommarspelen 1980 i Moskva avgjordes torsdagen den 24 juli. 

## Medaljörer
| Gren        | Guld                                     | Guld         | Silver                                | Silver  | Brons                              | Brons   |
| Kulstötning | Ilona Schoknecht-Slupianek · Östtyskland | 22,41 m (OR) | Svetlana Kratjevskaja · Sovjetunionen | 21,42 m | Margitta Droese-Pufe · Östtyskland | 21,20 m |

## Final
| Placering | Stötare                     | Försök | Försök | Försök | Försök | Försök | Försök | Längd   | Noteringar |
| Placering | Stötare                     | 1      | 2      | 3      | 4      | 5      | 6      | Längd   | Noteringar |
| --------- | --------------------------- | ------ | ------ | ------ | ------ | ------ | ------ | ------- | ---------- |
| 1         | Ilona Slupianek (GDR)       | 22.41  | 21.81  | 21.42  | 21.60  | 22.00  | 21.85  | 22.41 m | OR         |
| 2         | Svetlana Kratjevskaja (URS) | 20.00  | 20.67  | 21.42  | X      | 21.03  | X      | 21.42 m |            |
| 3         | Margitta Pufe (GDR)         | 21.20  | 21.07  | 20.42  | 20.72  | 20.05  | 20.36  | 21.20 m |            |
| 4         | Nunu Abasjidze (URS)        | 20.74  | X      | X      | X      | 20.02  | 21.15  | 21.15 m |            |
| 5         | Verzjinia Veselinova (BUL)  | 20.72  | 19.75  | 20.55  | 20.37  | X      | X      | 20.72 m |            |
| 6         | Elena Stojanova (BUL)       | 20.22  | 19.80  | 19.56  | 19.83  | 20.00  | 20.18  | 20.22 m |            |
| 7         | Natalja Achrimenko (URS)    | 19.64  | 19.63  | 19.74  | X      | X      | 19.28  | 19.74 m |            |
| 8         | Ines Reichenbach (GDR)      | 19.19  | 19.66  | 19.49  | 19.03  | 19.65  | 19.63  | 19.66 m |            |
|           |                             |        |        |        |        |        |        |         |            |
| 9         | María Elena Sarría (CUB)    | 19.20  | 19.37  | 18.91  |        |        |        | 19.37 m |            |
| 10        | Zdena Bartoňová (TCH)       | 17.43  | 18.40  | X      |        |        |        | 18.40 m |            |
| 11        | Ivanka Petrova (BUL)        | 18.34  | X      | 18.28  |        |        |        | 18.34 m |            |
| 12        | Gael Mulhall (AUS)          | 17.45  | X      | 18.00  |        |        |        | 18.00 m |            |
| 13        | Angela Littlewood (GBR)     | 16.14  | 16.35  | 17.53  |        |        |        | 17.53 m |            |
| 14        | Cinzia Petrucci (ITA)       | 17.17  | 17.00  | 17.27  |        |        |        | 17.27 m |            |